# Liste der Baudenkmale im Landkreis Uelzen
Die Liste der Baudenkmale im Landkreis Uelzen enthält die nach dem Niedersächsischen Denkmalschutzgesetz geschützten Baudenkmale im niedersächsischen Landkreis Uelzen. 
Der Übersicht und Länge halber ist die Liste nach den Städten und Gemeinden des Landkreises separiert. Diese Einteilung findet sich in der folgenden Tabelle, in der zu jedem Eintrag, soweit möglich, ein exemplarisches Foto eines Baudenkmals aus der jeweiligen Stadt oder Gemeinde zu finden ist.
| Bild | Stadt/Gemeinde | Karte | Liste                                                | Ortsteile |
| ---- | -------------- | ----- | ---------------------------------------------------- | --- |
|      | Altenmedingen  |       | Liste der Baudenkmale in Altenmedingen               | - Altenmedingen - Aljarn - Bohndorf - Bostelwiebeck - Eddelsdorf - Haaßel - Reisenmoor |
|      | Bad Bevensen   |       | Liste der Baudenkmale in Bad Bevensen                | - Bad Bevensen - Gollern - Groß Hesebeck - Jastorf - Klein Bünstorf - Medingen - Sasendorf - Seedorf |
|      | Bad Bodenteich |       | Liste der Baudenkmale in Bad Bodenteich              | - Bad Bodenteich - Bomke - Flinten - Overstedt - Schafwedel |
|      | Barum          |       | Liste der Baudenkmale in Barum (Landkreis Uelzen)    | - Barum - Tätendorf-Eppensen |
|      | Bienenbüttel   |       | Liste der Baudenkmale in Bienenbüttel                | - Bienenbüttel - Bardenhagen - Beverbeck - Bornsen - Edendorf - Eitzen I - Grünewald - Grünhagen - Hohenbostel - Hohnstorf - Rieste - Steddorf - Varendorf - Wichmannsburg - Wulfstorf                                    |
|      | Ebstorf        |       | Liste der Baudenkmale in Ebstorf                     | - Ebstorf - Altenebstorf |
|      | Eimke          |       | Liste der Baudenkmale in Eimke                       | - Eimke - Dreilingen - Ellerndorf - Wichtenbeck |
|      | Emmendorf      |       | Liste der Baudenkmale in Emmendorf                   | - Emmendorf - Heitbrack |
|      | Gerdau         |       | Liste der Baudenkmale in Gerdau                      | - Gerdau - Bargfeld - Barnsen - Bohlsen - Groß Süstedt - Holthusen II |
|      | Hanstedt       |       | Liste der Baudenkmale in Hanstedt (Landkreis Uelzen) | - Hanstedt - Allenbostel - Bode - Eitzen II - Oetzfelde - Teendorf - Velgen |
|      | Himbergen      |       | Liste der Baudenkmale in Himbergen                   | - Himbergen - Almstorf - Brockhimbergen - Groß Thondorf - Kettelsdorf - Klein Thondorf - Strothe |
|      | Jelmstorf      |       | Liste der Baudenkmale in Jelmstorf                   | - Jelmstorf - Addenstorf - Bruchtorf |
|      | Lüder          |       | Liste der Baudenkmale in Lüder (Lüneburger Heide)    | - Lüder - Langenbrügge - Reinstorf - Röhrsen |
|      | Natendorf      |       | Liste der Baudenkmale in Natendorf                   | - Natendorf - Gut Golste - Haarstorf - Hohenbünstorf - Luttmissen - Nienbüttel - Oldendorf II - Vinstedt - Wessenstedt |
|      | Oetzen         |       | Liste der Baudenkmale in Oetzen                      | - Oetzen - Jarlitz - Stöcken - Süttorf |
|      | Rätzlingen     |       | Liste der Baudenkmale in Rätzlingen (Niedersachsen)  | keine Ortsteillisten |
|      | Römstedt       |       | Liste der Baudenkmale in Römstedt                    | - Römstedt - Drögennottorf - Masbrock - Niendorf I |
|      | Rosche         |       | Liste der Baudenkmale in Rosche                      | - Rosche - Borg - Göddenstedt - Nateln - Polau - Teyendorf |
|      | Schwienau      |       | Liste der Baudenkmale in Schwienau                   | - Linden - Melzingen - Stadorf |
|      | Soltendieck    |       | Liste der Baudenkmale in Soltendieck                 | - Soltendieck - Bockolt - Kakau - Kattien - Müssingen - Thielitz - Varbitz |
|      | Stoetze        |       | Liste der Baudenkmale in Stoetze                     | keine Ortsteillisten |
|      | Suderburg      |       | Liste der Baudenkmale in Suderburg                   | - Suderburg - Bahnsen - Böddenstedt - Graulingen - Hamerstorf - Hösseringen - Holxen - Räber |
|      | Suhlendorf     |       | Liste der Baudenkmale in Suhlendorf                  | - Suhlendorf - Batensen - Dalldorf - Dallahn - Grabau - Groß Ellenberg - Kölau - Növenthien - Rassau - Schlieckau - Wellendorf                                                                                            |
|      | Uelzen         |       | Liste der Baudenkmale in Uelzen                      | - Uelzen - Borne - Groß Liedern - Halligdorf - Hansen - Hanstedt II - Holdenstedt - Kirchweyhe - Klein Süstedt - Masendorf - Molzen - Oldenstadt - Pieperhöfen - Riestedt - Ripdorf - Veerßen - Westerweyhe - Woltersburg |
|      | Weste          |       | Liste der Baudenkmale in Weste (Niedersachsen)       | - Weste - Höver - Oetzendorf - Schlagte - Testorf |
|      | Wrestedt       |       | Liste der Baudenkmale in Wrestedt                    | - Wrestedt - Esterholz - Gavendorf - Kahlstorf - Lemke - Stederdorf |
|      | Wriedel        |       | Liste der Baudenkmale in Wriedel                     | - Wriedel - Arendorf - Arnoldshof - Brambostel - Brockhöfe - Holthusen I - Lintzel - Schatensen - Wettenbostel - Wulfsode - Langlingen                                                                                    |